# Eric Herschmann

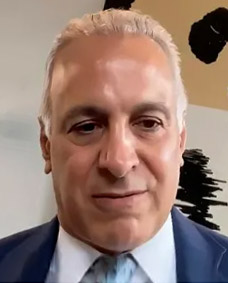
Eric Herschmann, 2022

Eric Herschmann (geboren 1964 in Brooklyn, New York City) ist ein US-amerikanischer Unternehmer und Rechtsanwalt. Er wurde bekannt als Teil des juristischen Beraterteams von Donald Trump.

## Leben
Herschmann schloss sein Studium zum Rechtsanwalt an der Yeshiva University in New York ab. Er war danach unter anderem Assistant District Attorney in Manhattan sowie 25 Jahre lang Partner in der New Yorker Kanzlei Kasowitz Benson & Torres. Herschmann hatte verschiedene weitere einflussreiche Positionen inne, darunter die des Vizepräsidenten bei Citibank und bei Southern Union Company (Energiekonzern, 1929–2012). In seiner unternehmerischen Laufbahn wurde er  Multimillionär.
Kasowitz Benson & Torres vertrat Donald Trump in seiner Amtszeit mehrfach. Herschmann trat in dem ersten Amtsenthebungsverfahren 2019 prominent auf und hielt am 27. Januar 2020 im US-Senat eine knapp einstündige Verteidigung der Regierungsführung Trumps, in welcher er unter anderem gegen Hunter Biden polemisierte. Ab August 2020 war Herschmann nicht länger Partner bei Kasowitz, sondern wechselte in Trumps Wahlkampfteam und damit auch in dessen inneren Machtzirkel.
Herschmann war in den Nachwahl-Wirren von 2020 eine prominente Figur im Weißen Haus, als Teil jener Fraktion, die einen politischen Coup verhindern wollte, und eine geordnete Übergabephase an die Regierung von Joe Biden unterstützte. So war er etwa in einem als explosiv beschriebenen Meeting vom 18. Dezember 2020 anwesend, in welchem er, Derek Lyons, Matt Morgan und Pat Cipollone gegen das „Rudy-Team“ (an jenem Tag vertreten von Michael T. Flynn, Sidney Powell, Patrick Byrne und Emily Newman) argumentierten, welche Trump Verschwörungstheorien über den angeblichen demokratischen Wahlbetrug vorlegten und die „Korruption“ der amerikanischen Justiz beklagten.
Herschmann trat im Juni 2022 erneut in die Schlagzeilen, als er die Umsturzpläne Trumps als „völlig verrückt“ bezeichnete. Er will nach dem Sturm auf das Kapitol noch am 7. Januar 2021 eine Nachricht von John Eastman erhalten haben, welcher Trumps Putschversuch mit juristischen Argumenten zu legitimieren versucht hatte; Herschmann gab dessen Ansinnen eine deutliche Absage.